# Zwangsmischer
Ein Zwangsmischer ist ein Mischer für trockene, feuchte oder nasse Baumaterialien.

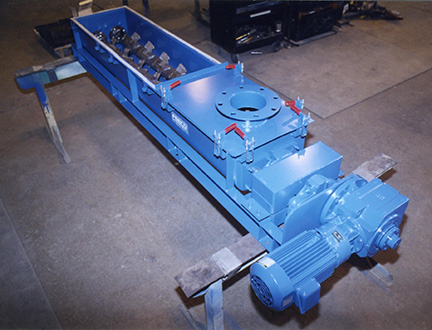
Zwangsmischer

Zwangsmischer bestehen aus einem ruhenden Behälter (Trogmischer) oder auch einer beweglichen Trommel, in dem Mischwerkzeuge das Produkt mithilfe von z. B. Schnecken, Pflugscharen oder Schaufeln mischen. Es bewegen sich entweder der Behälter bzw. die Trommel oder die Mischwerkzeuge. Der Vorteil dieser liegt in der schnellen vollständigen Durchmischung. Das Einsatzgebiet liegt z. B. bei der Herstellung von Leichtlehm, bei dem der klebrige und daher schwer mischbare Lehm mit Zuschlagstoffen wie etwa Stroh- oder Holzhäckseln versehen wird.